# شبکه کلان‌شهری
شبکهٔ شهری یا شبکه کلانشهری (به انگلیسی: Metropolitan Area Network) یک «شبکه رایانه‌ای» بزرگ است که معمولاً در سطح یک شهر گسترده می‌شود. در این شبکه‌ها معمولاً از «زیرساخت بیسیم» یا اتصالات «فیبر نوری» جهت ارتباط محل‌های مختلف استفاده می‌شود.
در این شبکه امکان دسترسی به یک کلود برای تمام استفاده‌کننده هافراهم می گردد، البته نکته قابل تامل این است که باید بستر فیبر نوری با ظرفیت بالا وجود داشته باشد تا تعداد نودها(BSها) در فواصل نزدیک نصب شده و توان تشعشعی پایینی از انتن‌های بی سیمی  انتشار پیدا کند.

## تعریف
استاندارد IEEE 802-2001 شبکه کلانشهری را به صورت زیر تعریف می‌کند:
«یک شبکه کلانشهری برای ناحیه جغرافیایی بزرگ‌تری از یک شبکه محلی بهینه شده است، و از حد چندید بلوک ساختمانی تا گستره یک شهر را می‌تواند شامل شود. سرعت شبکه‌های کلانشهری نیز مانند شبکه‌های محلی می‌تواند بسته به کانال‌های ارتباطی از حدود متوسط تا سرعت‌های بالا تغییر کند. مالکیت و اداره یک شبکه شهری می‌تواند در اختیار یک سازمان باشد، ولی معمولاً سازمان‌ها و افراد بسیاری در این امر نقش ایفا می‌کنند. همچنین ممکن است که شبکه‌های شهری به عنوان خدمات عمومی در اختیار و اداره دولت باشد. این شبکه‌ها اغلب برای اتصال شبکه‌های محلی مختلف به یکدیگر بستر مناسب را ارائه می‌دهند.»

## جنبه‌های فنی
بعضی فناوری‌ها که به این هدف بکار می‌روند عبارت‌اند از «حالت انتقال ناهمگام» (ATM)، فناوری اف‌دی‌دی‌آی و  SMDS . این فناوری‌های قدیمی‌تر در حال جایگزین شدن با شبکه‌های کلانشهری هستند که بر اساس «اترنت» (Ethernet) کار می‌کنند (به عنوان نمونه «مترواترنت» (Metro Ethernet) که در بسیاری از مناطق پیاده‌شده است). شبکه کلانشهری که ارتباطات بین «شبکه‌های محلی» را بدون نیاز به کابل‌کشی فراهم کنند نیز ساخته شده‌اند و از ارتباطات «میکروویو» (Microwave)، «رادیویی» (Radio) یا «لیزر مادون قرمز» (Infra-red Laser) استفاده می‌کند.
استاندارد  DQDB  یک استاندارد شبکه کلانشهری برای ارتباطات دیتا است. این استاندارد در استاندارد IEEE 802.6 تعریف شده‌است. با استفاده از استاندارد DQDB شبکه‌ها می‌توانند تا ۳۰ مایل گسترده شوند و در سرعت‌های بین 34 تا 155Mbit/s عمل کنند.

## خصوصیات
1-اجازه دسترسی‌های زیاد و پهنای باند بالا-2- یک ارتباط دائمی برای سرویس‌های محلی موجود در شبکه فراهم می‌کند-3- در یک ناحیه ی جغرافیایی خاص عمل می‌کند-4- تجهیزات نشان داده شده را به راحتی در محیط فیزیکی به یکدیگر متصل می‌کند-4- کنترل شبکه را تحت یک مدیریت محلی امکان پذیر می‌کند.

## پروتکل‌های موجود در این شبکه
واز پروتکل‌های موجود در شبکه‌های محلی می‌توان (FDDI)، توکن رینگ و اترنت را نام برد.